# ناحیه محمدیه
ناحیه محمدیه یکی از ناحیه‌های الجزایر واقع در استان معسکر، شمال غربی الجزایر است. این ناحیه در ۷۰ کیلومتری وهران و ۴۲۰ کیلومتری الجزیره قرار دارد و مرکز آن محمدیه است.